# Vizni sustav
Vizni sustav je sustav izdavanja uvjetnih dozvola prelaska državne granice strancima za potrebe njihova boravka na teritoriju određene države. Država uređuje svoj vizni sustav prema interesima države spram određene države stranca. Vizni sustav Republike Hrvatske uređen je Uredbom o viznom sustavu (Narodne novine, 54/2012.) i Uredbom o izmjenama i dopunama Uredbe o viznom sustavu (Narodne novine, 38/2013.). Ulaskom u Schengenski prostor Hrvatska je započela primjenu Viznog sustava Schengenskog prostora.

## Viza
Viza je dokument, kojim se daje dozvola ulaska, boravka ili tranzita stranog državljanina na teritorij određene države, koja mu izdaje vizu. Viza se upisuje (ili lijepi kao naljepnica) u putovnicu stranog državljanina, ili se izdaje kao poseban dokument u obliku obrasca, koji je nužno predočiti prilikom ulaska u državu.

## Vrste viza
Postoji nekoliko vrsta viza:
- putna viza
- tranzitna viza
- zrakoplovno-tranzitna viza
- grupna viza
- diplomatska viza
- službena viza

## Pregled viznog režima za hrvatske državljane
Ovo je grafički pregled karte svijeta, na kojoj su dane informacije za o viznom režimu za hrvatske građane. Hrvati imaju punu slobodu kretanja u državama Europske Unije i Europskog gospodarskog prostora. Za gotovo cijelo područje Srednje i Južne Amerike, zemlje zapadnog Balkana, Ukrajinu, Bjelorusiju, Tursku, Japan te više zemalja Srednje i Jugoistočne Azije Hrvati ne trebaju vizu za turističke posjete. Neke od zemalja poput Sjedinjenih Američkih Država, Kanade i Južne Koreje ne traže vizu, ali prije puta potrebno je napraviti prijavu preko njihovih elektroničkih sustava za autorizaciju putovanja. Za veliki broj država Afrike i Azije Hrvatski građani vizu mogu zatražiti pri samom dolasku na njihove granice ili zračne luke. Drugi dio ponajviše afričkih i azijskih država poput Konga, Etiopije, Južnog Sudana, Obale Bjelokosti, Indije te Mjanmara, za ulazak na njih teritorij izdaju vize elektroničkim putem.  
Osim putovnice, hrvatski državljani mogu koristi svoje valjane osobne iskaznice za ulazak u države kojima imaju punu slobodu kretanja (EU, EEA, Švicarska). Nadalje, Hrvatima je omogućeno korištenje osobne iskaznice za ulazak u susjedne države, Bosnu i Hercegovinu, Srbiju i Crnu Goru te europske mikrodržave Andoru, Monako, San Marino i Vatikan. Treba napomenuti da građani Europske Unije u Republiku Kosovo mogu ući samo s biometrijskim osobnim iskaznicama. Što znači da se to odnosi samo na hrvatske državljane koji posjeduju drugu generaciju elektroničke Osobne iskaznice koja se počela izdavati 3. kolovoza 2021. godine.
██ Hrvatska
██ Puna sloboda kretanja
██ Djelomična sloboda kretanja
██ Viza nije potrebna
██ ESTA / eTA
██ Izdavanje vize na granici
██ Potrebna viza
██ Online viza, eVisa, eVisitor
██ Posebna dozvola
██ Nepoznati vizni režim

## Poveznice
- Hrvatska putovnica

## Vanjske poveznice
- Pregled viznog sustava RH